# Kitespeed
 (mai 2009).
 (janvier 2016).
Le kitespeed est un sport nautique de traction qui consiste à aller le plus vite possible, tracté par un cerf-volant (kite en anglais) appelé aile et en glissant sur une planche de surf.
La pratique requiert une bonne maîtrise de la glisse et du pilotage. Ce sport est renommé pour les chutes spectaculaires, heureusement majoritairement sans gravité, qui peuvent affecter les coureurs lorsque ceux-ci flirtent au ras du sable avec la plage, pour optimiser leurs chances d’aller vite sur un plan d’eau lissé. Les conditions météo les plus favorables à la pratique sont du vent fort dépassant 25 nœuds et un plan d’eau lisse, bien qu’il existe aussi des pratiques sur neige.

## Matériel
Le matériel utilisé pour la pratique du kitespeed est une combinaison de matériel de série et de prototypes. Les coureurs sollicitent les shapers pour mettre au point des planches adaptées, effilées, asymétriques. Tout leur travail consiste à optimiser les formes et les caractéristiques de leur planches pour gagner les quelques nœuds qui feront la différence en course. Pour les ailes, certains compétiteurs cherchent, avec l’aide des constructeurs, la recette gagnante, compromis entre fiabilité et performance.

## Compétitions
Dès que le départ d’une manche est donné, les coureurs se présentent les uns après les autres dans une zone d’accélération avec pour but de franchir la ligne de départ, matérialisée par deux bouées, déjà lancés, c’est-à-dire avec une bonne vitesse initiale. Commence alors une navigation sur une distance (appelée un run) de 500 m dans la majorité des cas, 250 m ou 1 mille nautique parfois.
Une caméra à 100 images par seconde marque le départ, une deuxième caméra marque l’arrivée et un système informatisé de traitement d’images permet de déterminer de manière précise la vitesse réalisée.
Chaque coureur définit sa tactique de course et peut, suivant sa condition physique durement affectée par les remontées au vent, effectuer autant de passages qu’il en est capable, durant les 90 minutes minimum que dure une manche. Il existe des possibilités d’extension suivant les performances réalisées, qui peuvent porter la durée de chaque manche à 2 heures au maximum.
Le classement a lieu sur la moyenne des deux meilleures performances réalisées au cours de la manche. Plusieurs manches peuvent être courues dans une même journée, si les conditions de vent sont favorables.

### Organisation
Le kitespeed a émergé en compétition à partir de 2003, en faisant l’objet d’épreuves internationales sans lien entre elles, lors du Mondial du Vent à Leucate, à Weymouth en Angleterre, à Walvis Bay en Namibie ou encore à Fuerteventura.
En 2005, sous l’impulsion d’un collectif de riders motivés, plusieurs organisations se sont regroupées pour organiser un championnat du monde PKRA (Professional Kiteboard Riders Association) 2006 qui s’est déroulé en 4 étapes (à Walvis Bay en Namibie en octobre 2005, à Port Saint Louis du Rhône en avril 2006, à La Franqui en avril 2006 et à Sotavento - Fuerteventura en juillet 2006).
31 riders sur 57 impliqués dans ce championnat étaient français. Les podiums en 2006 étaient 100 % français : le hyérois Christophe Prin-Guenon a été couronné Champion, devant Alexandre Caizergues et Sylvain Maurin. Le podium filles était composé d’Aurélia Herpin, Charlotte Consorti et Fabienne d’Ortoli.

### Championnat du monde en 2007
Le championnat du monde 2007 PKRA a proposé 3 épreuves : en avril à Port Saint Louis du Rhône en France (vainqueurs Alex Caizergues et Charlotte Consorti), en juillet à Fuerteventura (vainqueurs Seb Cattelan et Charlotte Consorti), aux Îles Canaries et en septembre à Walvis Bay en Namibie (vainqueurs Alex Caizergues et Charlotte Consorti).
Le podium masculin est encore une fois français : Alex Caizergues est Champion du Monde, Sylvain Hoceini 2e et Seb Cattelan 3e.
Le podium féminin : Charlotte Consorti (France) Championne du Monde, Sjoukje Bredenkamp (Afrique du Sud), Katja Roose (Pays-Bas).

### Les records de vitesse
En marge des compétitions, plusieurs tentatives privées visant à améliorer le record du monde de vitesse ont régulièrement lieu, notamment en France au Barcarès ou en Namibie à Luderitz.
Les records du monde actuels, validés par le WSSRC (World Sailing Speed Record Council) sont respectivement :
- en catégorie hommes : 55,65 nœuds, Rob Douglas (USA)
- en catégorie femmes : 50,43 nœuds, Charlotte Consorti (FRA).

Sur les 20 meilleures performances masculines établies sur 500 m depuis 2003, 10 sont détenues par des français. Sur les 10 meilleures performances féminines établies sur 500 m depuis 2003, 6 sont détenues par des Françaises.
Record de France masculin : détenu par Alexandre Caizergues, 54,10 nœuds (soit 100,19 km/h). 	.
Record de France féminin (également record du monde) : détenu par Charlotte Consorti,  50,43 nœuds (soit 68,08 km/h).
Record de France Jeunes : détenu par Olivier Dansin, avec 36,70 nœuds (soit 67,97 km/h).

### Riders français
- Alexandre Caizergues - Champion du Monde PKRA 2007 et recordman du monde

Alex est originaire de Port Saint Louis du Rhône qui s’impose comme un haut lieu de la vitesse en kite. Alex est l’homme en forme de 2007 et ses efforts ont abouti à un titre de Champion du Monde et un record du monde.
- Sébastien Cattelan - Ancien détenteur du record du monde - Meilleure performance : 46,71 nœuds (2007).

Sébastien, après avoir goûté aux joies du freestyle et du hang-time, s’est spécialisé dans la vitesse en kite. Toujours à la recherche de conditions extrêmes, il contribue à l’évolution du sport en travaillant notamment à la recherche de nouveaux shapes de board et sur les nouvelles ailes. Il est régulièrement présent sur les podiums des compétitions.
- Sylvain Hoceini - vice-champion du monde PKRA 2007 2012  2014  2017 - meilleure performance : 54,54 nœuds (2017).

- Christophe Prin-Guenon – Champion du Monde PKRA 2006.

Christophe est un champion hors du commun, un amoureux de la vitesse qui présente comme caractéristique d’être titulaire de titres de Champion du Monde dans deux disciplines : le windsurf (1997) et le kitesurf (2006). Il met à profit son expérience de compétiteur redoutable pour, dans toutes les conditions de vent, accumuler les victoires. Fin metteur au point, toujours attentif aux autres, Christophe est un véritable exemple pour les jeunes coureurs.
- Manu Taub – Ancien détenteur du record du monde - Meilleure performance : 48,98 nœuds (2007).

Manu Taub a contribué au développement de la discipline, en obtenant en 2004 lors du Mondial du Vent à Leucate un record du monde à 39,79 nœuds, amélioré en juillet 2004 à Fuerteventura avec 40,58 nœuds. C’est le premier coureur à avoir passé la barre de 40 nœuds.
- Aurélia Herpin – Ancienne détentrice du record du monde.

Aurélia est une championne très complète, qui s’illustre dans toutes les variantes du kite, que ce soit le freestyle, les vagues, le crossing ou la vitesse où elle affiche un palmarès impressionnant, ayant notamment à son actif deux records du monde en 2005 et un titre de championne du monde PKRA en 2006.
- Charlotte Consorti[3] – Détentrice du record du monde de vitesse toutes catégories à la voile sur l'eau - Détentrice du record de France

Charlotte Consorti a obtenu son premier record du monde en 2004 au Mondial du Vent à Leucate puis l'améliore en 2005. En 2007, elle gagne toutes les épreuves du Championnat du monde PKRA et décroche ainsi son premier titre mondial. Elle s’empare aussi du record de France. En 2010 elle devient la femme la plus rapide sur l'eau à la voile en passant la barre des 50 nœuds avec un record du monde à 50,43 nœuds, elle entre ainsi dans le top 10 mondial des meilleurs chronos hommes/femmes confondus. En 2012, elle obtient son troisième titre de Championne du Monde de vitesse.